# Палисси, Бернар
Берна́р Палисси́ (фр. Bernard Palissy; ок. 1510, Сент — ок. 1589, Париж) — выдающийся французский учёный-естествоиспытатель и художник французского Ренессанса, «один из самых необычных и противоречивых в своём творчестве мастеров. Палисси был человеком Возрождения, энциклопедически образованным и разносторонним — ботаник, химик-арканист, рисовальщик, живописец по стеклу, керамист-технолог, эмальер, писатель и теоретик искусства». Палисси известен своим вкладом в естественные науки, а также открытиями в области садоводства, геологии, гидрологии и изучения окаменелостей. Большая часть его необычных художественных произведений экспонируется в Национальном музее эпохи Возрождения в замке Экуан.

## Биография
Бернар Палисси происходил из скромной провинциальной семьи — его отец был живописцем по стеклу — он хвастался, что не говорит «ни по-гречески, ни по-латыни». Отец обучал сына практическим наукам, включая геометрию и геодезию. В начале своей жизни Палисси получил от короны заказ на исследование солончаков Сентонжа. В своих мемуарах Палисси рассказывает, что он был учеником художника по стеклу, работал живописцем-портретистом, мастером-стеклоделом и землемером. В конце своего ученичества он провел год в подмастерьях, приобретая новые знания во многих частях Франции. Позже он отправился на север, в Нидерланды, возможно, даже в Рейнские провинции Германии, и в Италию. В 1539 году, освоив основы торгового дела, Бернар поселился в Сенте, на западе Франции, недалеко от Ла-Рошели, женился и стал проводить собственные технологические изыскания. Изучал гончарное производство, стеклоделие, искусство живописи по стеклу, разработал ряд рецептов приготовления окрашенных эмалей и глазурей. С 1530 года он называл себя «Живописец по стеклу и фаянсу» (рeintre sur verre et faïence).
В 1546 году он обратился в протестантизм, стал гугенотом, подружился с семьями Понс, Субиз, затем Антуанеттой д’Обетер и с проповедником Филибером Амленом. В 1548 году он обрёл покровителя в лице коннетабля Анн де Монморанси, за которым последовал в Экуан. В 1564 году переехал в Париж, где получил должность «изобретателя сельских фигурок для короля» (inventeur des rustiques figulines du roy) при дворе Карла IX и Екатерины Медичи.

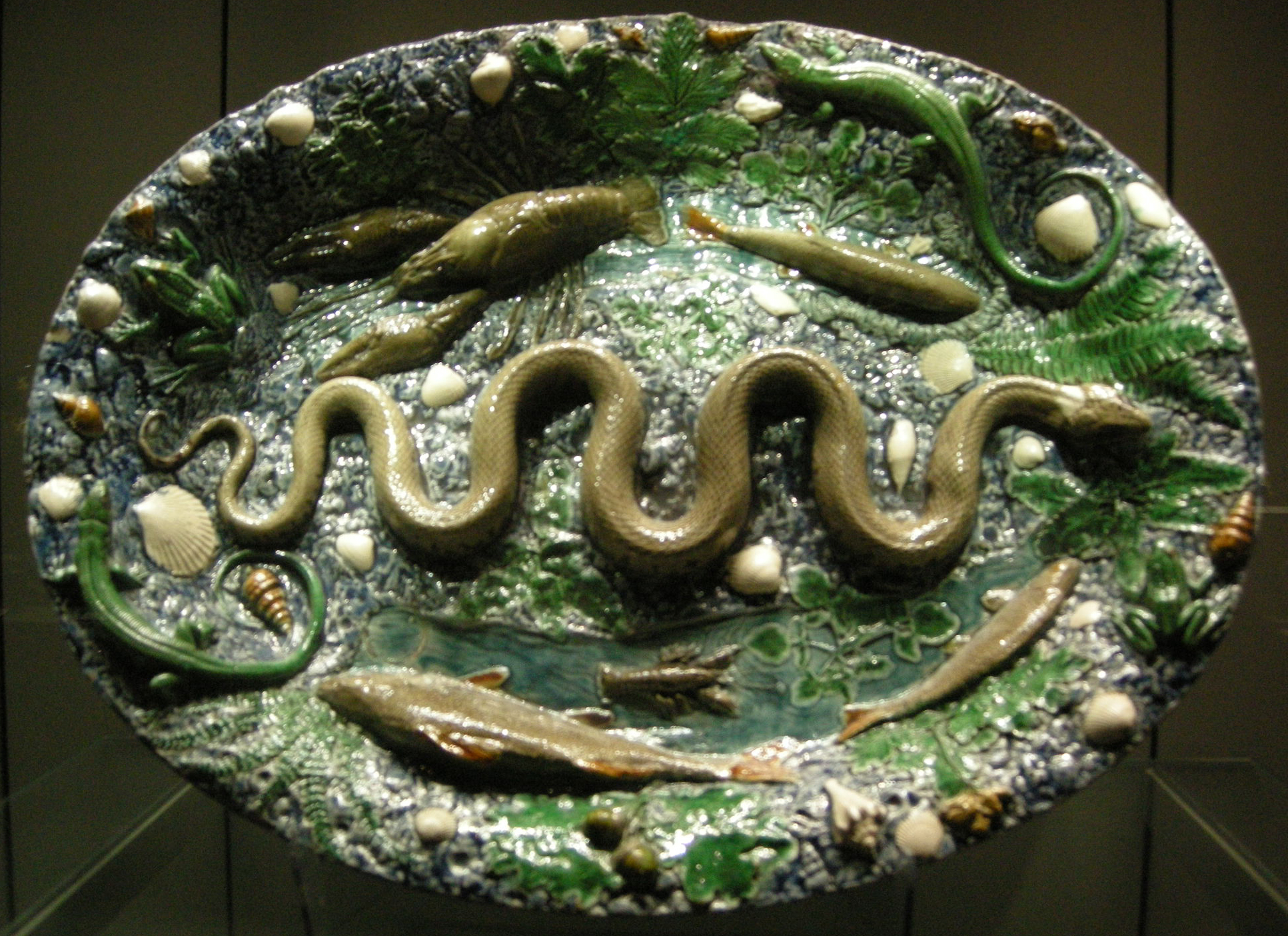
«Сельские глины» Бернара Палисси. Ок. 1550 г. Лувр, Париж

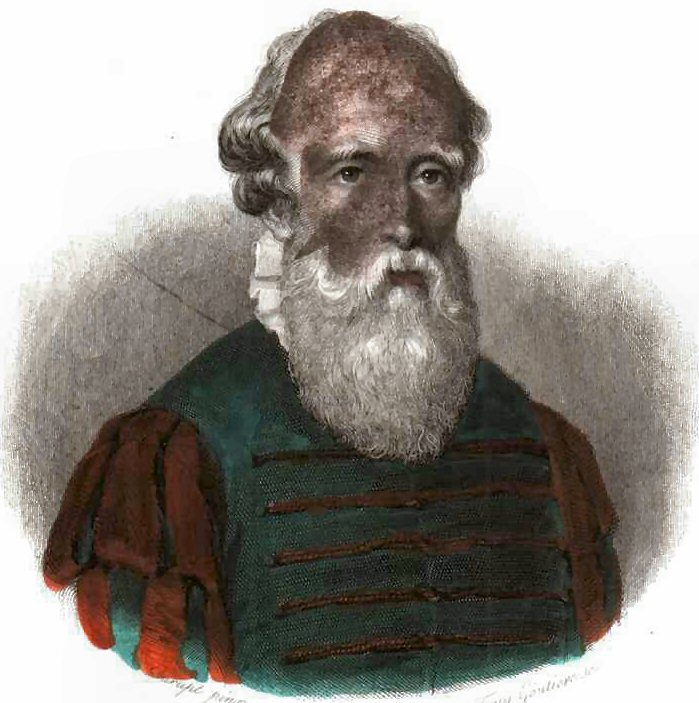
Ш. Дюруп. Портрет Бернара Палисси. 1820-е гг. Олеография

После случайной гибели короля Генриха II на турнире в 1559 году во Франции усилились гонения на гугенотов. Бернар Палисси оказался в тюрьме в Сенте. На защиту мастера выступили Людовик I Бурбон-Конде, Ги де Шабо, барон Жарнак, Антуан де Пон, граф де Ларошфуко. В 1562 году город Сент был завоёван гугенотами, но затем отошёл к католикам. В 1563 году Палисси перевели в тюрьму Бордо, его мастерскую в Сенте осквернили; он был вызволен из заключения действиями коннетабля де Монморанси, который представил петицию королеве-матери и получил от короля приказ мастера освободить.
С конца 1566 года Палисси работал над созданием «сельского грота» (grotte rustique) в Париже, сначала для коннетабля, затем для Екатерины Медичи в Тюильри. В этом ему помогали двое из его сыновей. В 1572 году, находясь под защитой Екатерины Медичи, он пережил Варфоломеевскую ночь в августе 1572 года, укрывшись в Седане. Вернувшись в Париж в 1574 году, он читал лекции, «касающиеся воды и фонтанов, металлов, против алхимии, против пищевого золота, рекомендованного Роком ле Байлифом, против сурьмы, про радугу».
В декабре 1586 года он был арестован как гугенот по приказу Католической Лиги и приговорен к изгнанию, но остался в Париже. Снова арестованный в мае 1588 года, Бернар Палисси был приговорён к смертной казни, подал апелляцию. Приговор был заменён пожизненным заключением. Вначале заключённый в Консьержери, он умер в Бастилии в 1589 (или в 1590 году) «от голода, холода и жестокого обращения».
Он был женат, имел шестерых детей, трёх мальчиков и трёх девочек.

## Научное и художественное творчество
Результаты своих исследований Палисси опубликовал в трактате «Чудесные рассуждения о природе минеральных вод и источников … металлов, солей и солончаков, камней, земель, огня и эмалей» (1580). Книга считается первым сочинением по минералогии на французском языке. В 1575—1584 годах Палисси выступал в Париже с публичными лекциями по химии и технологии минеральных веществ. В 1575 году устроил в Париже выставку ископаемых останков и впервые провёл их сравнение с ныне живущими видами. Он был одним из первых европейских учёных, выдвинувших теорию, согласующуюся с современным пониманием происхождения окаменелостей. Палисси утверждал, что окаменелости были остатками когда-то живых организмов, и оспаривал преобладающее мнение, что они были созданы библейским потопом или астрологическим влиянием. Он утверждал, что минералы, растворяясь в воде с образованием «застывшей воды», будут осаждаться и таким образом окаменевать, создавая окаменелости некогда живых организмов. Палисси разработал теорию гидротермальных жерл, вулканов и землетрясений, которые он приписывал смеси летучих веществ и горению под земной поверхностью. Палисси правильно предположил происхождение источников в своих исследованиях по гидрологии и геологии. Его идеи по гидравлике и устройству подачи воды в города намного опережали общие знания того времени.
Палисси утверждал, что опыт и практика должны формировать теорию и что научное знание должно быть получено из наблюдений над природой, а не из классической философии:

 Если бы вещи, задуманные в уме, могли быть выполнены, [алхимики] совершили бы великие дела … [Мы должны] признать, что практика является источником теории … Экспериментом я доказываю, что теория нескольких философов, даже самых известных и самых древних, ложна 
В 1558 году Анн де Монморанси оборудовал для Палисси в Сенте химическую лабораторию. В это же время Палисси увлёкся искусством садов. В книге, изданной в 1563 году в Ла-Рошель Ла-Рошели, он привёл описание «Усладительного сада» (Jardin de Plaisir), предвосхищая многие затеи увеселительных парков XVIII века. Для коннетабля в его поместье в Экуане Палисси создал парк с гротами, в полумраке которых, на дне искусственных ручьев и озерков таинственно поблёскивали искусно выполненные из глазурованной керамики змеи, ящерицы, лягушки, расписанные столь натурально, что вызывали испуг и восторг посетителей парка. Это был первый успех художника. Такие парки с гротами Бернар Палисси создавал и в других местах, но ни один из них не сохранился. С 1566 года Палисси сооружал такие же гроты для Екатерины Медичи в саду Тюильри. При раскопках в 1865 году в нескольких шагах от Триумфальной арки Каррузель, там, где некогда высился дворец Тюильри, были обнаружены следы керамической мастерской, такая мастерская в то время могла принадлежать только Бернару Палисси.

### «Сельские глины»
В 1539 году Бернар Палисси познакомился с изделиями итальянской майолики. Иногда называют загадочную «белую чашу», возможно, изделие керамики Сен-Поршера либо китайского фарфора. Палисси задался целью разработать собственную технологию изделий из цветной «поливной» (покрытой цветными глазурями) керамики.
С 1536 по 1556 год он посвятил двадцать лет своей жизни исследованиям в области глазурей и эмалей. Раскрыть «китайский секрет» Палисси не удалось, но он смог создать удачные рецепты цветных глазурей «и с того времени почти исключительно посвящал себя керамике», но в этих работах прежде всего «виден учёный».
Его дневники сохранили свидетельства, что, пребывая в бедности, ему приходилось использовать в качестве топлива для обжига керамических изделий домашнюю мебель и даже доски пола. Преодолевая трудности, используя собственные рецепты, Палисси стал изготовлять большие тарели и блюда с широкими бортами, причудливо украшенные речными «гадами», имитирующими дикую природу родных для Палисси болот Сентонжа. Средняя, слегка выдающаяся часть блюда является как бы островком, на котором, словно греясь на солнышке, спит змея. «В реке» плавают рыбы и лягушки. На бортах среди разбросанных веток, ракушек и камешков ползают раки и скользят ящерицы. Такие блюда с «натуралиями» подавали на стол неожиданно, чтобы напугать гостей. Благодаря запискам Палисси мы знаем технологию изготовления подобных чудес, со временем получивших название «деревенские фигурки» (фр. rustiques figulines), а ещё позднее: «сельские глины» (фр. rustiques argiles), по ассоциации с рустикой в архитектуре барокко и маньеризма.
Мастер брал оловянное блюдо, на него наклеивал настоящие ракушки, тонкими нитками прикреплял умерщвлённых пресмыкающихся. Затем все это покрывал слоем гипса и таким образом получал форму, в которую можно было отминать изделия из глины. После первого обжига блюдо можно было расписывать, стараясь максимально сохранить правдоподобие. Блестящая глазурь, «будто из воды», довершала эффект «trompe-l’oeil». В этой работе виден прежде всего учёный-натуралист, но также и своеобразные тенденции французского Ренессанса, порождавшего в эти годы изысканный маньеризм.
Однако, работая в Париже, в среде утонченных меценатов и знатоков, мастер вынужден был изменить свой стиль. Для новых композиций — декоративных рельефов, облицовочных плиток — он использовал гравюры итальянских и французских художников на мифологические сюжеты, в частности с картин школы Фонтенбло, рельефные плакетки и слепки с произведений, в частности мастера изделий из олова и ювелира Франсуа Брио.

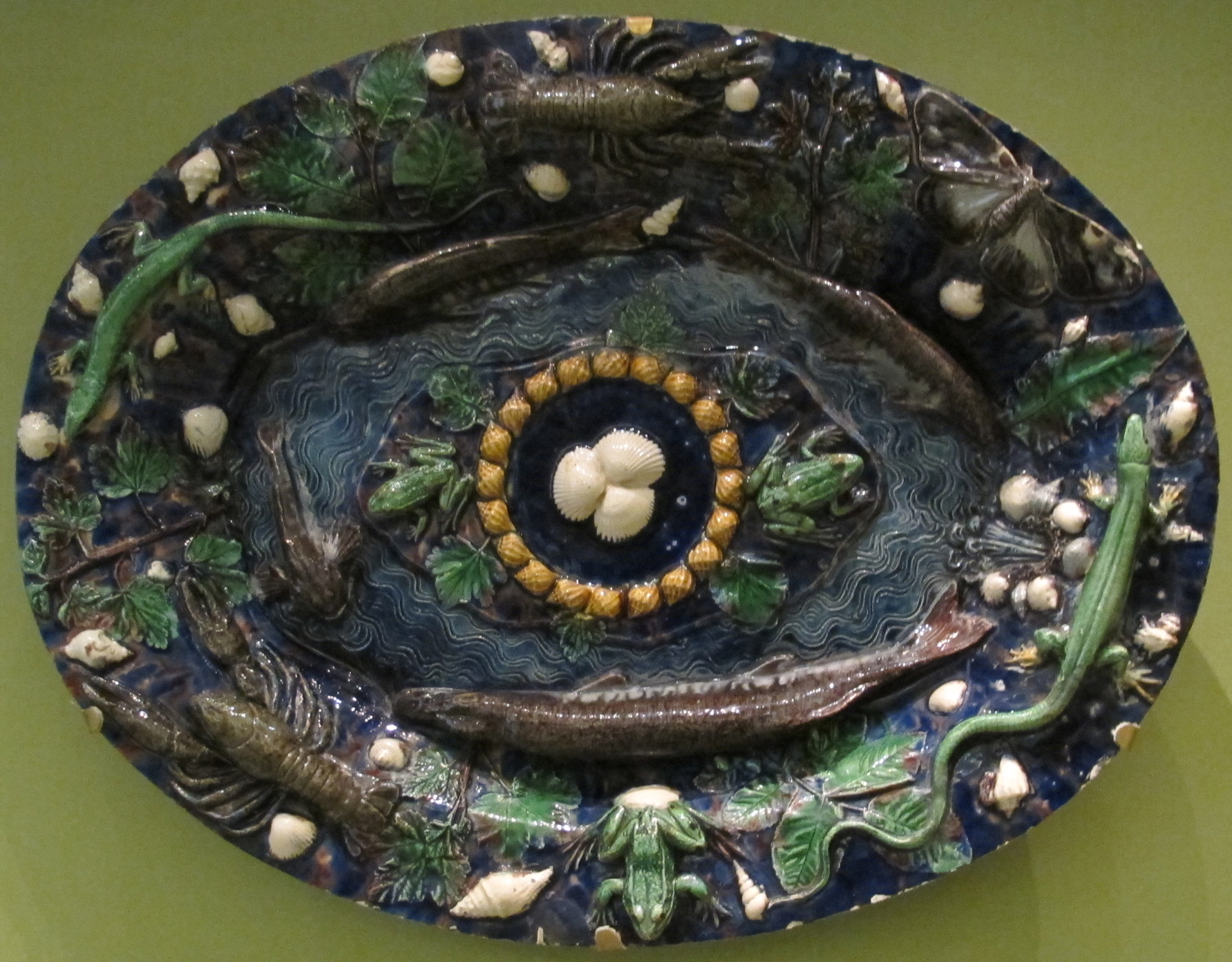
Блюдо «сельских глин»
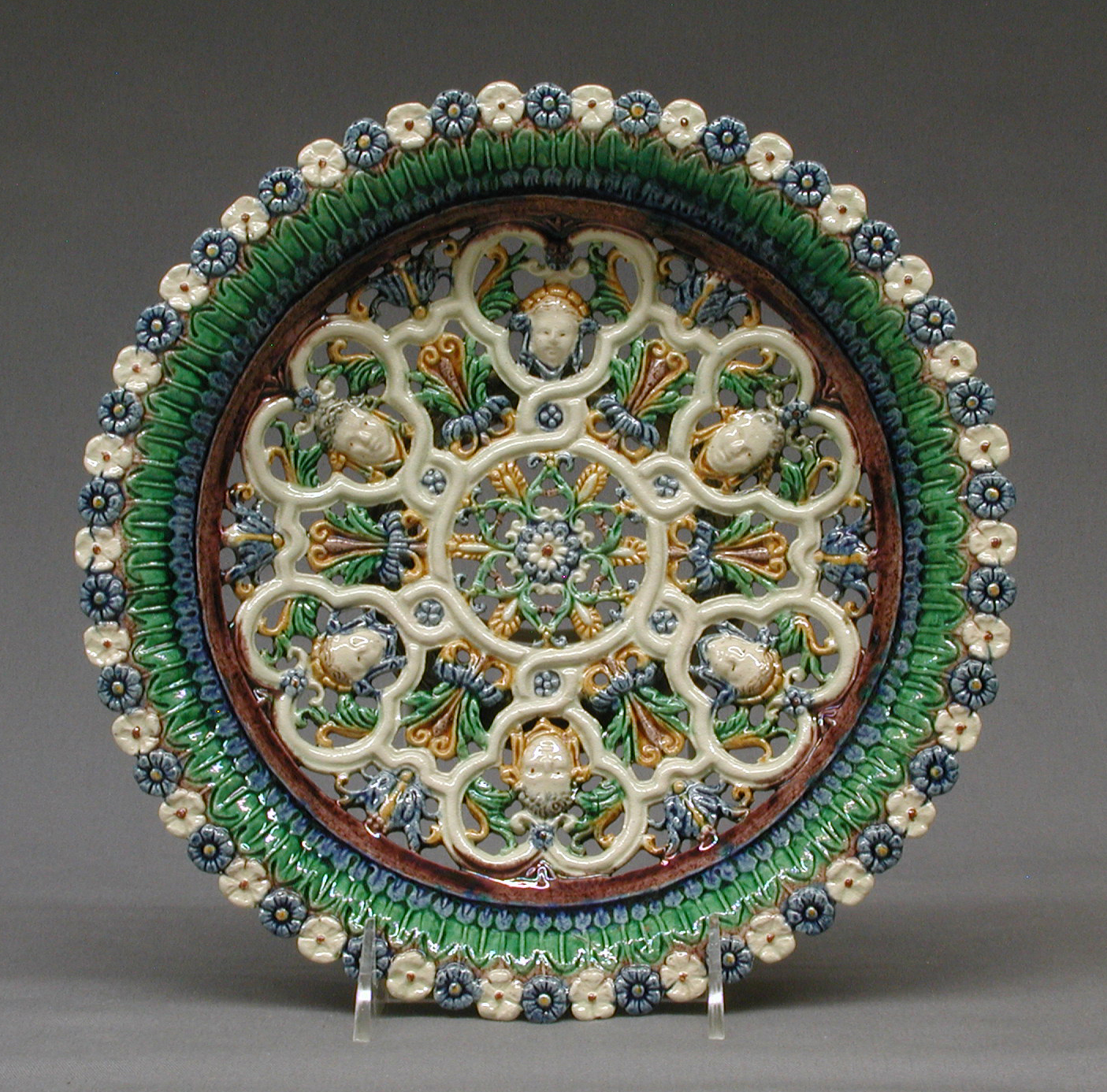
Тарелка
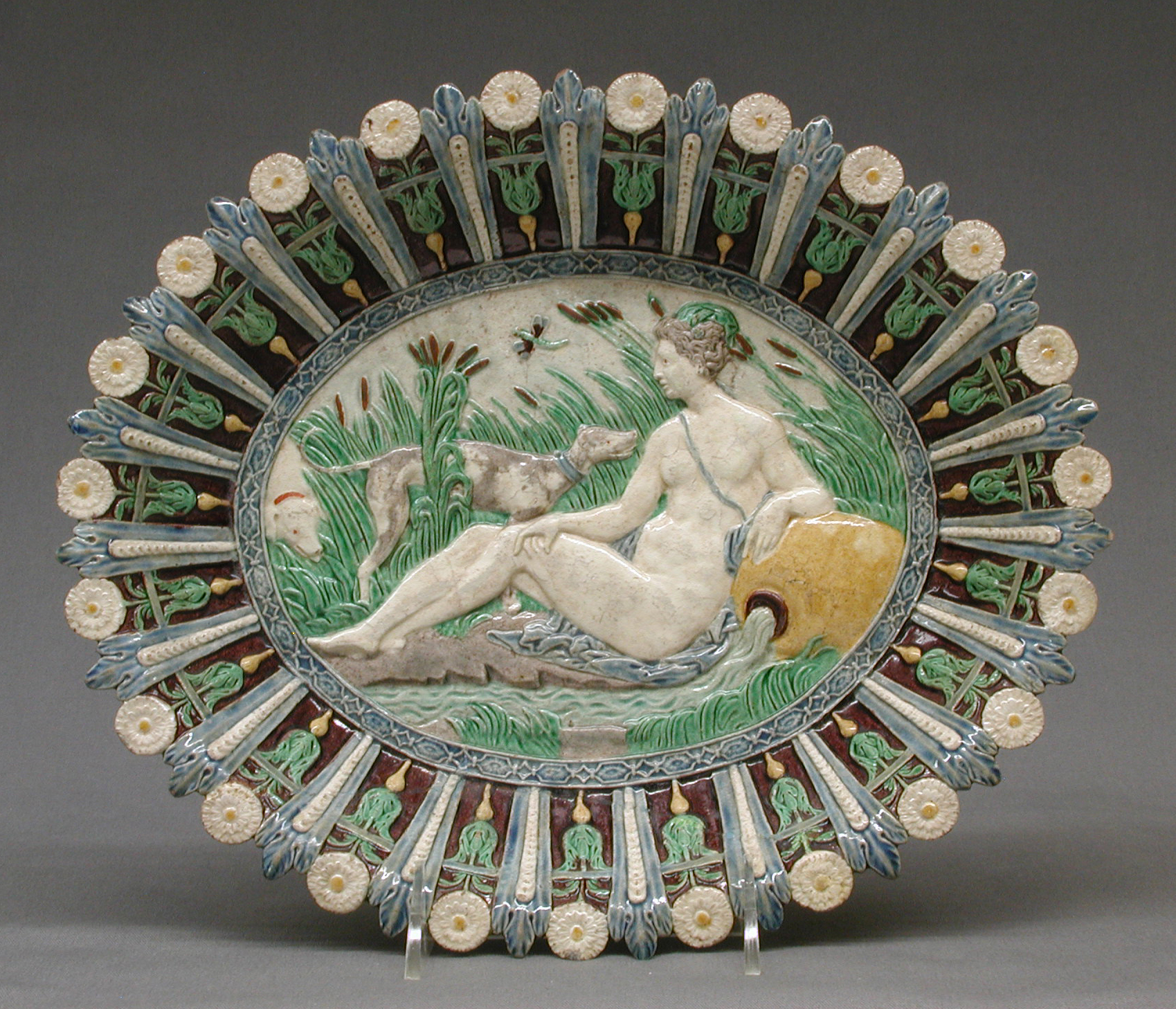
Блюдо «Нимфа Фонтенбло»
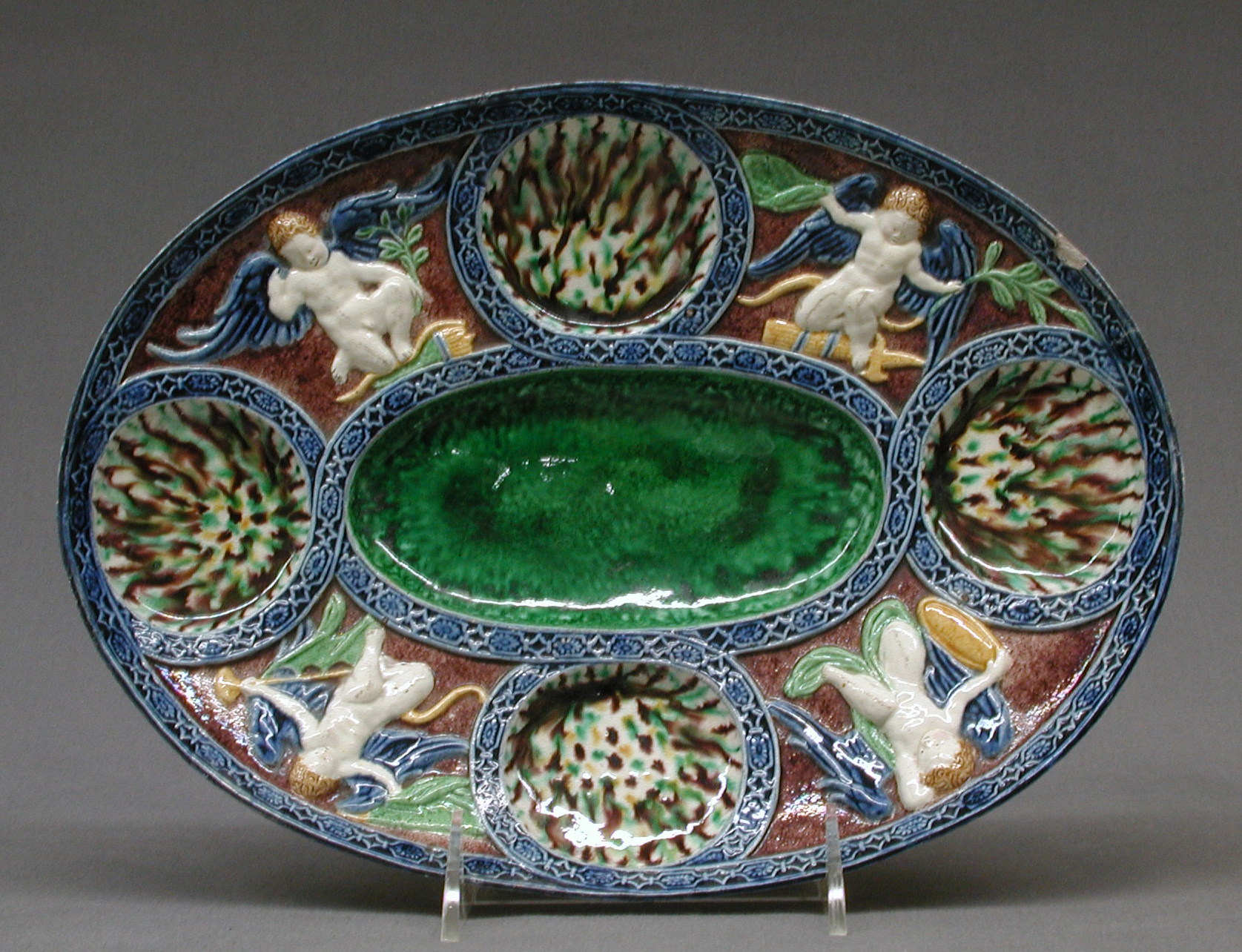
Блюдо
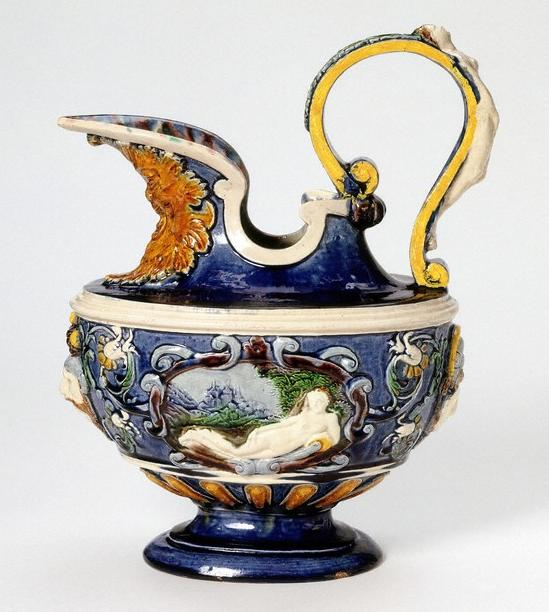
Кувшин
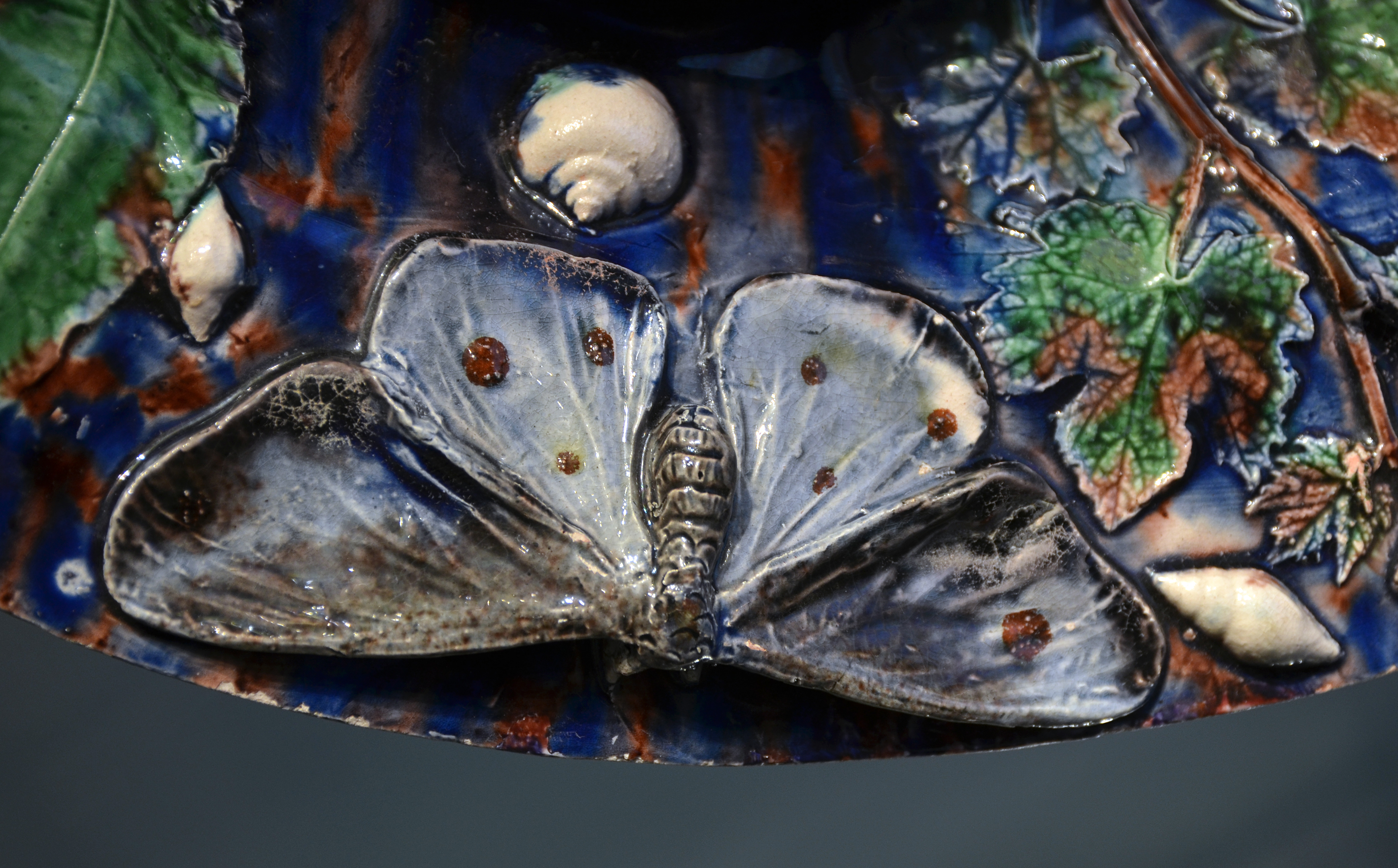
Деталь блюда
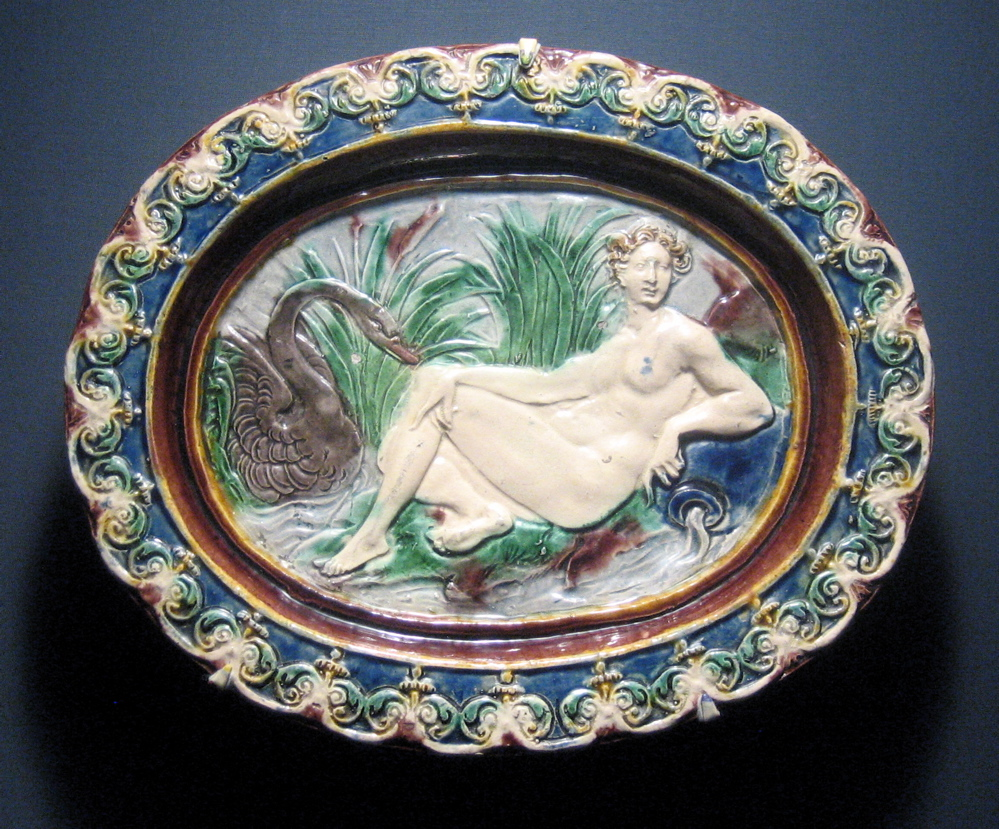
Тарелка «Леда»
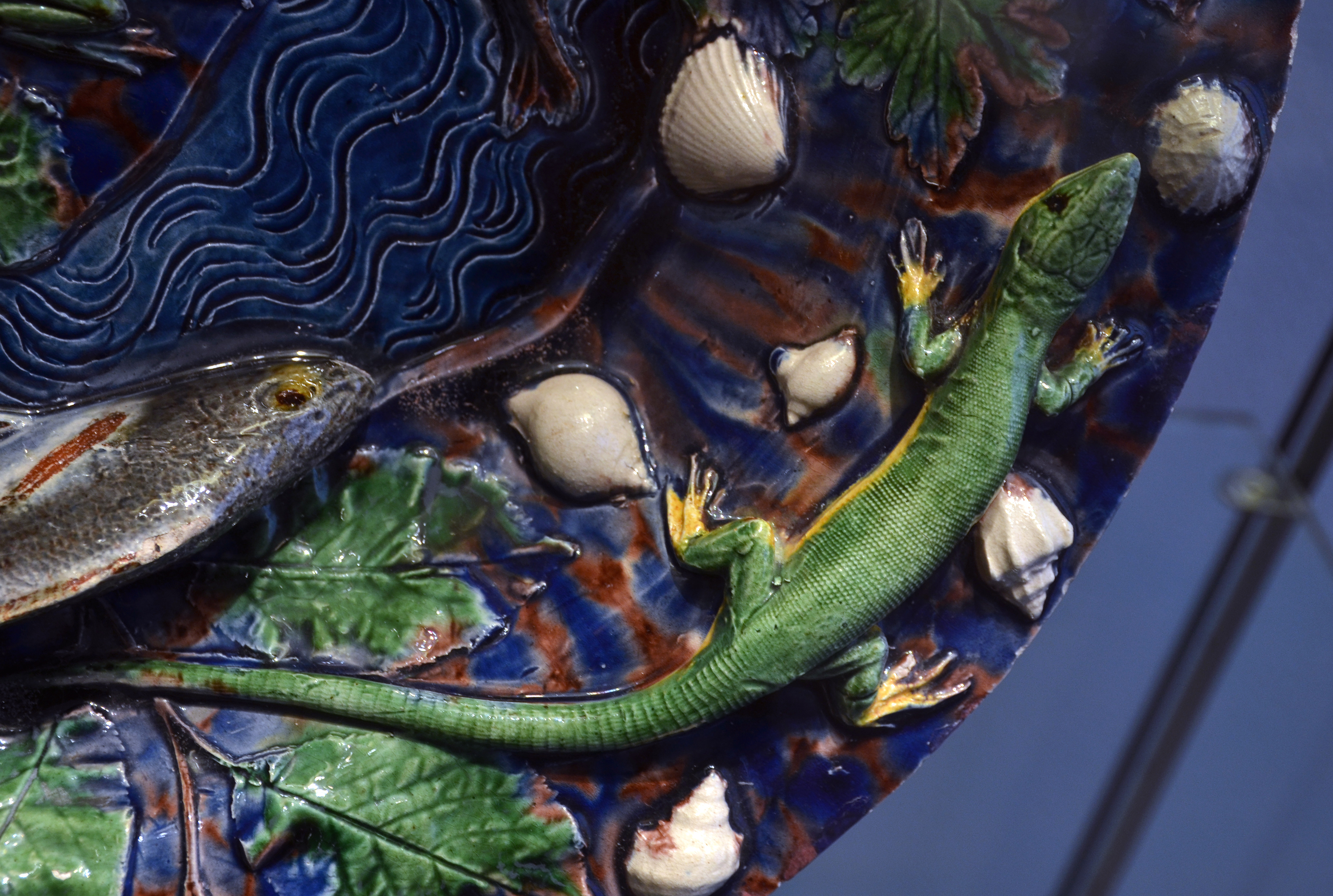
Деталь блюда «сельских глин»

## Теоретические сочинения
- «Архитектура и устройство деревенского грота монсеньора герцога де Монморанси» (Architecture et ordonnance de la grotte rustique de Monseigneur le duc de Montmorency, 1562)
- «Истинный рецепт, благодаря которому все люди Франции смогут научиться умножать и увеличивать свои сокровища: Те, кто никогда не знал букв, смогут изучить философию, необходимую всем жителям земли» (Recepte véritable par laquelle tous les hommes de la France pourront apprendre à multiplier et augmenter leurs thrésors: Item ceux qui n’ont jamais eu cognaissance des lettres pourront apprendre une philosophie nécessaire à tous les habitans de la terre.
- «Предмет оформления и порядка самого неприступного города-крепости, о котором когда-либо слышал человек» (Item le dessein et ordonnance d’une ville de forteresse la plus imprenable qu’homme ouyt jamais parler, 1563).
- «Превосходные рассуждения о природе вод и фонтанов, как естественных, так и искусственных» (Discours admirable de la nature des eaux et fontaines tant naturelles qu’artificielles, 1580).
- «Искусство глины» (L’Art de terre).
- «Истинный рецепт, благодаря которому все люди Франции смогут научиться преумножать и увеличивать свои богатства…» (Recepte véritable par laquelle tous les hommes de la France pourront apprendre à multiplier et augmenter leurs thrésors . Item ceux qui n’ont jamais eu cognaissance des lettres pourront apprendre une philosophie nécessaire à tous les habitans de la terre. Item en ce livre est contenu le dessein d’un jardin délectable… Item le dessein et ordonnance d’une ville de forteresse la plus imprenable qu’homme ouyt jamais parler, 1589?).
- «Речь о прекрасном искусстве обработки глины, о его пользе, об эмалях и обжиге» (Il s’agit de l’art merveilleux de travailler l’argile, de ses bienfaits, des émaux et de la caisson, 1563).

## Наследие
В середине XIX века, в период историзма, художники и мастера-керамисты вновь вспомнили о «сельских глинах». Реплики и подражания этим оригинальным изделиям создавали Ш.-Ж. Ависсо, А. Барбизе, Ш.-А. Корпле, Ж. Пуль. На первой Всемирной выставке в Лондоне 1851 года английская фирма Томаса Минтона представила подражания изделиям Бернара Палисси под названием «Посуда Палисси» (Palissy Ware).
В романе Александра Дюма «Граф Монте-Кристо» упоминается имя Палисси, когда автор описывает роскошь квартиры персонажа: «Остальная мебель этой привилегированной квартиры состояла из старых шкафов, заполненных китайским фарфором и японскими вазами, фаянсом Луки делла Роббиа и тарелками Палисси, старыми креслами, в которых, возможно, сидел Генрих IV».
Марсель Пруст упоминает Палисси в третьем томе «В поисках утраченного времени»: «…и на длинном глиняном блюде принесли рыбу, сваренную в придворном бульоне, на котором, рельефно выступая на ложе из голубоватых трав, неповрежденный, но всё ещё искривленный после того, как его заживо бросили в кипящую воду, окружённый кольцом моллюсков, крабов, креветок и мидий, он имел вид керамического блюда работы Бернара Палисси».
Жизнь и творчество Палисси описаны в «Детской книге» А. С. Байатта. Палисси фигурирует как один из девятнадцати образцовых героев в серии, написанной уругвайским писателем Орасио Кирога, впервые опубликованной в 1927 году.
В главе «Ракушки» философ и историк искусства Гастон Башляр в «Поэтике пространства» (La poétique de l’espace, 1958) подробно описывает «естественную крепость» в стиле керамики Б. Палисси: «она построена по принципу раковины, с шероховатой снаружи и гладкой внутренней частью».